# Каваляускас, Эгидиюс
Эги́диюс Каваля́ускас (лит. Egidijus Kavaliauskas; род. 29 июня 1988, Каунас, Литовская ССР, СССР) — литовский боксёр-профессионал, выступающий в полусредней весовой категории. Участник Олимпийских игр (2008, 2012), бронзовый призёр чемпионата мира (2011), чемпион Литвы (2008, 2009, 2011) в любителях. Среди профессионалов бывший чемпион по версии WBO NABO (2020), бывший претендент на титул чемпиона мира по версии WBO (2019) и чемпион по версии WBC Continental Americas (2020—2022) в полусреднем весе.

## Любительская карьера
Уже в 20 лет Каваляускас дебютировал в составе сборной Литвы на летних Олимпийских играх 2008 года в Пекине. Эгидиюс выступал в весовой категории до 64 кг. Уже в первом раунде литовскому боксёру пришлось встретиться с французом Алексисом Вастином. Каваляускас в этом поединке потерпел сокрушительное поражение 2-13 и выбыл из турнира.
На чемпионате мира 2009 года в Милане литовец дошёл до четвертьфинала в категории до 64 кг, где уступил 17-летнему американцу Фрэнки Гомесу. После этого Эгидиюс перешёл в более тяжёлую весовую категорию.
На чемпионате мира 2011 года Эгидиюс принял участие в категории до 69 кг, и это принесло ему успех. Литовский боксёр завоевал в Баку бронзовую медаль. При этом в четвертьфинале литовец сумел победить чемпиона Европы 2011 года валлийца Фредди Эванса, но в полуфинале уступил Серику Сапиеву из Казахстана. Это была единственная медаль литовских боксёров на том турнире. Этот результат позволил Каваляускасу получить олимпийскую лицензию для участия в летних Олимпийских играх 2012 года в Лондоне. По итогам 2011 года Каваляускас был признан боксёром года в Литве.
В августе 2012 года на Олимпийских играх в Лондоне в категории до 69 кг Эгидиюс уже в первом бою проиграл Фредди Эвансу (7-11), которого победил годом ранее на чемпионате мира. Эванс затем дошел до финала, где уступил Серику Сапиеву.

## Профессиональная карьера
16 марта 2013 года дебютировал на профессиональном ринге, одержав победу по очкам над американцем Эриданни Леоном. Все трое судей отдали победу литовцу с одинаковым счётом: 40—36.
16 февраля 2018 года нокаутировал в 6-м раунде экс-чемпиона мира в полусреднем весе россиянина Давида Аванесяна.
Каваляускас победил в 21-м бою подряд со старта профессиональной карьеры. 30 марта 2019 года бой литовца, который владел титулом NABF, и американца Рэй Робинсона в Филадельфии завершился вничью.
14 декабря 2019 года литовец встретился в Нью-Йорке с чемпионом мира по версии WBO непобеждённым 32-летним Теренсом Кроуфордом и уступил ему техническим нокаутом в 9-м раунде.
10 мая 2025 года вернулся в бокс и провел отборочный бой по линии WBC в полусреднем весе (до 66,7 кг) в Малабо, (Экваториальная Гвинея). Соперником стал сенегалец Сулейман Сиссоко (24-3-1, 19 КО) который так же как и Каваляускас с конца 2023 года не выходил на ринг. Несмотря на простой боксеры в рейтинге  распологались на 2-м и 4-м местах и имели право на отборочный бой. Каваляускас с первых секунд навязал Сисоко жёсткий прессинг не отступно преследуя по рингу. Он выбрасывал мощные силовые в корпус и голову которые Сулейман Сиссоко принимал на защиту и блок. Сенегалец избегал открытого боя, держал литовца на джебе, но более полагался на убегания по рингу. Во втором раунде Каваляускас смог послать соперника в нокдаун, но времени добить не хватило. Гонг прозвучал на 13 секунд раньше чем закончился раунд. В 5-м раунде Сиссоко оказывается во втором нокдауне. Он вылетел за канаты от левого апперкота. Рефери отсчитал нокдаун и бой продолжился. После 5-го раунда прессинг литовца снизился, но Сиссоко продолжал избегать боя. В некоторых ранудах он уходил на ногах от прессингующего литовца без ударов почти всё время. Рефери не сделал ни одного замечания за сполерскую тактику. Сенегалец отрабатал на задней ноге до конца 12-го раунда. Счёт судей был скандальный: 114—112, 115—111 и 116—110 в пользу Сулеймана Сиссок сохранившего пояс WBC Silver и получил звание претендента. 

## Статистика профессиональных боёв
В таблице перечислены результаты всех поединков боксёров.
В каждой строке указан результат поединка. Дополнительно номер поединка обозначен цветом, который обозначает итог поединка. Расшифровка обозначений и цветов представлена в нижеследующей таблице.
| Пример | Расшифровка                     |
| ------ | ------------------------------- |
|        | Победа                          |
|        | Ничья                           |
|        | Поражение                       |
|        | Планируемый поединок            |
|        | Поединок признан несостоявшимся |
| КО     | Нокаут                          |
| ТКО    | Технический нокаут              |
| PTS    | Решение судей (по очкам)        |
| UD     | Единогласное решение судей      |
| MD     | Решение большинства судей       |
| SD     | Раздельное решение судей        |
| RTD    | Отказ от продолжения боя        |
| DQ     | Дисквалификация                 |
| NC     | Поединок признан несостоявшимся |

| 25  | 14 августа 2021  | Верджил Ортис (17-0)         | Ford Center at The Star, Фриско, Техас, США                   | TKO 8 (12), 2:59 | Бой за титул чемпиона по версии WBO International (1-я защита Ортиса) в полусреднем весе.                                     |
| 24  | 12 сентября 2020 | Микаэль Зевский (34-1)       | MGM Grand, Лас-Вегас, Невада, США                             | TKO 8 (10), 0:07 | Завоевал вакантный титул чемпиона по версии WBC Continental Americas и титул чемпиона по версии WBO NABO в полусреднем весе.  |
| 23  | 14 декабря 2019  | Теренс Кроуфорд (35-0)       | Мэдисон-сквер-гарден, Нью-Йорк, штат Нью-Йорк, США            | TKO 9 (12), 0:44 | Бой за титул чемпиона мира по версии WBO (3-я защита Кроуфорда) в полусреднем весе.                                           |
| 22  | 30 марта 2019    | Рэй Робинсон (24-3)          | 2300 Arena, Филадельфия, Пенсильвания, США                    | MD 10 (10)       | Титул NABF в полусреднем весе (4-я защита Каваляускаса). Счёт: 93-97 и 95-95 (дважды).                                        |
| 21  | 16 ноября 2018   | Роберто Арриаса (17-0)       | Чизпик Энерджи-арена, Оклахома-Сити, Оклахома, США            | KO 3 (10), 3:00  | Титул NABF в полусреднем весе (3-я защита Каваляускаса). Титул WBO Inter-Continental в полусреднем весе (1-я защита Арриасы). |
| 20  | 7 июля 2018      | Хуан Карлос Абреу (21-3-1)   | Save Mart Arena, Фресно, Калифорния, США                      | UD 10 (10)       | Титул NABF в полусреднем весе (2-я защита Каваляускаса). Счёт: 96-94 и 97-93 (дважды).                                        |
| 19  | 16 февраля 2018  | Давид Аванесян (23-2-1)      | Grand Sierra Resort and Casino, Рино, Невада, США             | TKO 6 (10), 1:55 | Титул NABF в полусреднем весе (1-я защита Каваляускаса).                                                                      |
| 18  | 22 сентября 2017 | Махонри Монтес (33-6-1)      | Convention Center, Тусон, Аризона, США                        | TKO 7 (10), 0:34 | Вакантный титул NABF в полусреднем весе.                                                                                      |
| 17  | 26 мая 2017      | Даниэль Эчеверрия (19-4)     | UIC Pavilion, Чикаго, Иллинойс, США                           | KO 7 (8), 1:19   | |
| 16  | 8 апреля 2017    | Рамсес Агатон (18-5-3)       | MGM National Harbor, Оксон-Хилл, Мэриленд, США                | KO 4 (8), 2:58   | |
| 15  | 14 октября 2016  | Кэмерон Крил (8-11-2)        | Sportsmans Lodge, Studio City, Калифорния, США                | UD 8 (8)         | Счёт судей: 77-75 (все). |
| 14  | 16 июля 2016     | Джереми Брайан (17-6-0)      | Pioneer Event Center, Ланкастер, Калифорния, США              | TKO 3 (8)        | |
| 13  | 9 апреля 2016    | Дениз Илбай (15-0-0)         | MGM Grand Garden Arena, Лас-Вегас, Невада, США                | UD 8 (8)         | Счёт судей: 80-72 (все). |
| 12  | 13 февраля 2016  | Пренис Бревер (17-3-1)       | Sportsmans Lodge, Studio City, Калифорния, США                | KO 2 (8)         | Бревер в нокдауне во 2-м раунде.                                                                                              |
| 11  | 12 декабря 2015  | Пабло Мунгуия (22-9-0)       | Civic Auditorium, Глендейл, Калифорния, США                   | KO 2 (8)         | Мунгуия в нокдауне во 2-м раунде.                                                                                             |
| 10  | 7 ноября 2015    | Джейк Гиурисе (17-4-1)       | Thomas & Mack Center, Лас-Вегас, Невада, США                  | TKO 1 (8)        | |
| 9   | 13 декабря 2014  | Хайме Эррера (12-2-0)        | Cosmopolitan of Las Vegas, Лас-Вегас, Невада, США             | KO 2 (8)         | |
| 8   | 20 сентября 2014 | Эдуардо Флорес (19-14-3)     | Celebrity Theater, Финикс, Аризона, США                       | TKO 1 (6)        | Флорес трижды в нокдауне. |
| 7   | 9 августа 2014   | Бенджамин Уитакер (7-0-0)    | Civic Auditorium, Глендейл, Калифорния, США                   | KO 5 (6)         | Уитакер один раз в нокдауне во 2-м раунде и два раза в 5-м.                                                                   |
| 6   | 14 июня 2014     | Ларри Дарнелл Вентус (6-5-1) | Bally’s Atlantic City, Атлантик-Сити, Нью-Джерси, США         | TKO4 (6)         | Вентус 4 раза в нокдауне. |
| 5   | 29 марта 2014    | Джеймс Харрисон (3-5-1)      | Texas Station Casino, Лас-Вегас, Невада, США                  | TKO 1 (6)        | |
| 4   | 11 октября 2013  | Питер Харо (3-1-0)           | Thomas & Mack Center, Лас-Вегас, Невада, США                  | TKO 2 (6)        | |
| 3   | 17 августа 2013  | Джейсон Томпсон (0-2-0)      | Davis County Convention Center, Лейтон, Юта, США              | TKO 2 (4)        | |
| 2   | 8 июня 2013      | Луис Боррего (3-1-0)         | Hard Rock Hotel and Casino, The Joint, Лас-Вегас, Невада, США | TKO 3 (4)        | |
| 1   | 16 марта 2013    | Эриданни Леон (дебют)        | Home Depot Center, Карсон, Калифорния, США                    | UD 4 (4)         | Все судьи: 40/36. |
| Бой | Дата             | Соперник                     | Место проведения                                              | Результат        | Примечание |

## Награды
- Боксёр года в Литве (2011)[5].

## Дополнительно
- Менеджером Каваляускаса является Эгис Климас[6].